# Parallowithius deserticola
Parallowithius deserticola är en spindeldjursart som först beskrevs av Beier 1947.  Parallowithius deserticola ingår i släktet Parallowithius och familjen Withiidae. Inga underarter finns listade i Catalogue of Life.